# Negação de doença mental
A negação da doença mental ou negação do transtorno mental seria uma forma de negacionismo na qual uma pessoa nega a existência de transtornos mentais.  Tanto analistas sérios   quanto os movimentos pseudocientíficos  questionam a existência de certos distúrbios.
Na psiquiatria, o insight (percepção) é a capacidade de um indivíduo entender sua condição de saúde mental,   e a anosognosia é a ausência de consciência de uma condição de saúde mental.  Certos analistas psicológicos argumentam que esse negacionismo seria um mecanismo de enfrentamento geralmente alimentado por lesões narcísicas. 
Uma minoria de pesquisadores profissionais vê distúrbios como a depressão de uma perspectiva sociocultural e argumenta que a solução para isso é consertar uma disfunção na sociedade, não na mente da pessoa. 

## Insight
Na psiquiatria, o insight (percepção) é a capacidade do indivíduo entender sua condição atrelada a sua saúde mental,  e a anosognosia é a falta de consciência de uma condição de saúde mental.  
De acordo com Elyn Saks, discutir a negação do paciente pode levar a melhores maneiras de ajudá-lo a superar sua negação e fornecer informações sobre outras questões.  As principais razões para a negação são a lesão narcisista e o negacionismo.  No negacionismo, uma pessoa tenta negar a verdade psicologicamente desconfortável e tenta racionalizá-la.  Esse desejo de negação é alimentado ainda mais por lesões narcísicas.  O narcisismo é ferido quando uma pessoa se sente vulnerável (fraca ou oprimida) por algum motivo, como doença mental. 

### Atletas
Estudos mostram que atletas com sobretreino podem ter transtorno depressivo maior     mas muitos treinadores e psicólogos negam isso e, como resultado, os atletas não recebem tratamento médico adequado.   Os pacientes negam a existência da depressão e se culpam por suas inadequações e tentam superar suas inadequações, tornando os sintomas mais graves.  Sua negação também atua como um obstáculo para a abordagem biopsicológica do sobretreinamento. 

## Crítica acadêmica do diagnóstico psiquiátrico
Os estudiosos criticam os diagnósticos de saúde mental como arbitrários.  Segundo Thomas Szasz, a doença mental é uma construção social. Ele vê a psiquiatria como um controle social e um mecanismo de opressão política .  Szasz escreveu um livro sobre o assunto em 1961, The Myth of Mental Illness (O mito da doença mental). 

## Sociedade

### Índia
A negação da doença mental na Índia é um problema comum. Muitos indianos veem as doenças mentais como "tolices melindrosas da nova era", embora 1 em cada 10 indianos tenha um problema de saúde mental. 